# Данченко Олексій Євгенович
Олексій Євгенович Данченко (нар. 9 (22) березня 1904, місто Ялта Таврійської губернії, тепер Автономна Республіка Крим — 1 жовтня 1983, місто Одеса) — український радянський діяч морського флоту. Доцент. Депутат Верховної Ради СРСР 5—8-го скликань, депутат Верховної Ради Української РСР 2-го скликання. Член Ревізійної Комісії КПУ в 1952—1954 і 1961—1966 роках. Член ЦК КПУ в 1966—1976 роках.

## Біографія
Народився в родині моряка. У 1919 році закінчив ремісниче училище, отримав кваліфікацію слюсаря-механіка.
З 1919 року служив добровольцем-рядовим 1-го Кримського Інтернаціонального полку Червоної армії. У 1920 році поступив на торговельний флот матросом-кочегаром. Проплавав 10 років на різних судах. У 1925 році, будучи головою судкома на пароплаві «Батум», забезпечував таємне переправлення з грецького порту Пірей в СРСР семи болгарських революціонерів.
Член ВКП(б) з 1925 року.
У 1930—1934 роках плавав помічником капітана. У 1934 році закінчив судноводний факультет Одеського морського технікуму (вечірнє відділення). У 1934—1938 роках плавав капітаном на кораблях Чорноморсько-азовського морського пароплавства («Терек», «Ингул», «Красногвардеец», «Максим Горький»).
З 1938 року — начальник Новоросійського порту. У 1939 році — начальник комісії із закупівлі суден Наркомату зовнішньої торгівлі СРСР (працював у Великій Британії). З кінця 1939 року — заступник начальника Одеського порту, а потім уповноважений Наркомату зовнішньої торгівлі СРСР по Одеській області.

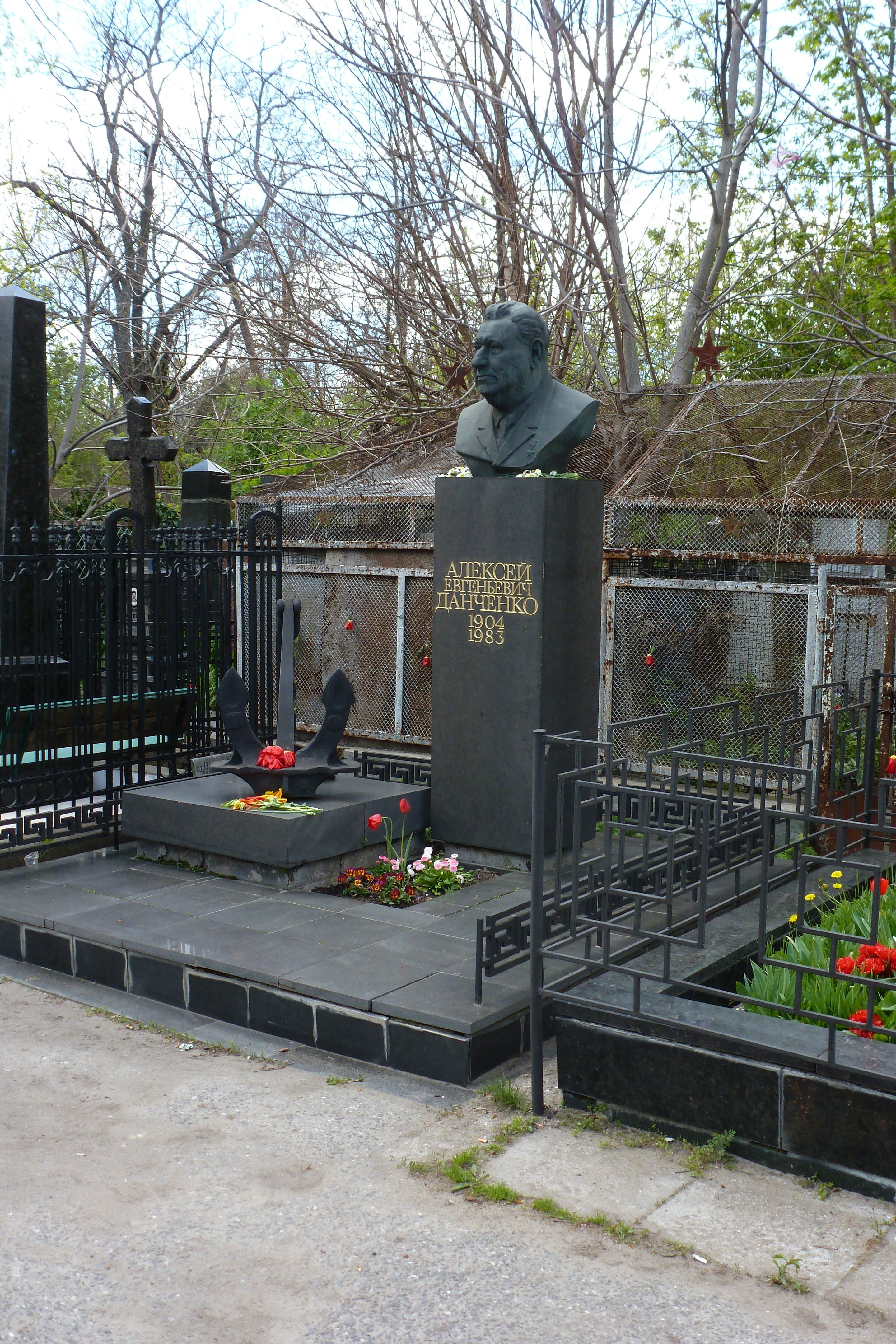
Могильний пам'ятник начальнику ЧМП Олексію Данченку

У 1941—1943 роках працював командиром водних перевезень спочатку штабу Чорноморського флоту (місто Севастополь), потім Каспійської військової флотилії (місто Баку) і знову Чорноморського військово-морського штабу (місто Москва). Брав участь у бойових операціях в Севастополі, Новоросійську і Керчі.
У 1943—1944 роках — начальник Махачкалинского порту Дагестанської АРСР.
З 14 жовтня 1944 року по листопад 1944 року виконував обов'язки начальника Радянського Дунайського державного пароплавства.
У 1945—1949 роках — начальник Одеського морського торговельного порту.
З 1949 року — начальник Державного Чорноморського суховантажного пароплавства.
У 1953 році заочно закінчив експлуатаційний факультет Одеського інституту інженерів морського флоту. У 1953 розробив метод перевезення насипних вантажів нафтоналивними суднами, що дало змогу уникнути баластних пробігів танкерного флоту. Цей метод широко використовується на морському транспорті в усьому світі.
У 1954—1956 роках — начальник Головпівденьфлоту (Головфлоту) і член колегії Міністерства річкового і морського флоту СРСР.
У 1956—1972 роках — начальник об'єднаного Чорноморсько-азовського морського пароплавства (суховантажного, наливного, пасажирського) Міністерства морського флоту СРСР.
З 1972 року — на пенсії.

## Нагороди
- Герой Соціалістичної Праці (3.08.1960)
- три ордени Леніна (29.03.1952, 3.08.1960, 9.08.1963)
- орден Жовтневої Революції (4.05.1971)
- два ордени Трудового Червоного Прапора (23.03.1944,)
- орден Червоної Зірки
- медаль «За оборону Одеси»
- медаль «За оборону Севастополя»
- медаль «За оборону Кавказу»
- медаль «За перемогу над Німеччиною у Великій Вітчизняній війні 1941—1945 рр.» (1945)
- медаль «За доблесну працю»
- медалі
- Почесна грамота Президії Верховної Ради Української РСР (1964)